# Cheminas
Cheminas település Franciaországban, Ardèche megyében. Lakosainak száma 413 fő (2022. január 1.). Cheminas Eclassan, Étables, Lemps, Saint-Jeure-d’Ay, Saint-Victor és Sécheras községekkel határos.

## Népesség
A település népességének változása:
| Lakosok száma | 270  | 206  | 193  | 251  | 355  | 394  | 402  | 397  | 404  | 413  |
|               | 1968 | 1982 | 1990 | 2006 | 2013 | 2015 | 2017 | 2019 | 2020 | 2022 |